# Holmes Beach
Holmes Beach é uma cidade localizada no estado americano da Flórida, no condado de Manatee. Foi fundada em 1892 e incorporada em 1950.

## Geografia
De acordo com o United States Census Bureau, a cidade tem uma área de 4,9 km², onde 4,3 km² estão cobertos por terra e 0,6 km² por água.

### Localidades na vizinhança
O diagrama seguinte representa as localidades num raio de 16 km ao redor de Holmes Beach.

## Demografia
Segundo o censo nacional de 2010, a sua população é de 3 836 habitantes e sua densidade populacional é de 886,9 hab/km². Possui 4 173 residências, que resulta em uma densidade de 964,8 residências/km². É a localidade que, em 10 anos, teve a maior redução populacional do condado de Manatee.